# 藤本博人
藤本 博人（ふじもと ひろと、10月5日 - ）は、日本のモデル。
宮城県出身。身長183cm。血液型B型。趣味はフットサル、スケボー。特技はサッカー。好きな色は緑。

## 出演

### 映画
- 東京タワー 〜オカンとボクと、時々、オトン〜　（2007年4月4日公開　松竹）

### CM
- 三菱自動車 企業CM　ふたりの競争編　青年役　（2004年1月 - ）　森博孝、玉井里佳らと共演
- ソニー
- ヘーベルハウス
- マンダム ギャッツビーヘアカラー

## モデルとしての活動

### ショー
- 花王・ラビナス

### スチール
- 丸富商事・ダブルエッジ
- SONY
- JT

### 雑誌
- Men's Brand
- GET ON!